# Epania cobaltina
Epania cobaltina är en skalbaggsart som beskrevs av J. Linsley Gressitt 1951. Epania cobaltina ingår i släktet Epania och familjen långhorningar. Inga underarter finns listade i Catalogue of Life.